# Zapasy na Igrzyskach Azjatyckich 1994
Turniej zapasów na Igrzyskach Azjatyckich 1994 w Hiroszimie rozegrano od 4 do 10 października.

## Klasyfikacja medalowa
Gospodarz zawodów został zaznaczony kolorem.
| Klasyfikacja medalowa | Klasyfikacja medalowa | Klasyfikacja medalowa | Klasyfikacja medalowa | Klasyfikacja medalowa | Klasyfikacja medalowa |
| Miejsce               | państwo               | Złoto                 | Srebro                | Brąz                  | Razem                 |
| --------------------- | --------------------- | --------------------- | --------------------- | --------------------- | --------------------- |
| 1                     | Korea Południowa      | 9                     | 1                     | 6                     | 16                    |
| 2                     | Iran                  | 6                     | 3                     | 2                     | 11                    |
| 3                     | Kazachstan            | 3                     | 5                     | 1                     | 9                     |
| 4                     | Japonia               | 1                     | 4                     | 5                     | 10                    |
| 5                     | Mongolia              | 1                     | 1                     | 1                     | 3                     |
| 6                     | Kirgistan             | 0                     | 2                     | 2                     | 4                     |
| 7                     | Chiny                 | 0                     | 2                     | 1                     | 3                     |
| 8                     | Uzbekistan            | 0                     | 1                     | 2                     | 3                     |
| 9                     | Syria                 | 0                     | 1                     | 0                     | 1                     |
| Razem                 | Razem                 | 20                    | 20                    | 20                    | 60                    |

## Mężczyźni

### Styl wolny
| Konkurencja |                         |                            |                         |
| ----------- | ----------------------- | -------------------------- | ----------------------- |
| 48 kg       | Nader Rahmati           | Tümendemberlijn Dzüünbajan | Mun Myeong-sik          |
| 52 kg       | Mäulen Mamyrow          | Dun Dege                   | Nurdin Döngbajew        |
| 57 kg       | Cerenbaataryn Cogtbajar | Maksat Boburbekow          | Owejs Mallahi           |
| 62 kg       | Takahiro Wada           | Jang Jae-seong             | Reza Safaji             |
| 68 kg       | Ali Akbar Neżad         | Ryūzaburō Katsu            | Hwang Chang-ho          |
| 74 kg       | Behruz Jari             | Takuya Ota                 | Park Jang-sun           |
| 82 kg       | Amir Reza Chadem        | Elmadi Żabraiłow           | Hidekazu Yokoyama       |
| 90 kg       | Rasul Chadem            | Atsushi Itō                | Isłam Bajramukow        |
| 100 kg      | Kim Tae-u               | Ajjub Baninosrat           | Bat-Erdenijn Battogtoch |
| 130 kg      | Ebrahim Mehraban        | Igor Klimow                | Kim Ik-hui              |

### Styl klasyczny
| Konkurencja |                    |                     |                          |
| ----------- | ------------------ | ------------------- | ------------------------ |
| 48 kg       | Sim Gwon-ho        | Madżid Reza Simchah | Rusłan Giebiekow         |
| 52 kg       | Min Gyeong-gap     | Chalid al-Faradż    | Shamsiddin Xudoyberdiyev |
| 57 kg       | Jurij Mielniczenko | Sheng Zetian        | Lee Tae-ho               |
| 62 kg       | Choi Sang-seon     | Akhmetullah Nurov   | Bahodir Qurbonov         |
| 68 kg       | Kim Yeong-il       | Grigoriy Pulyayev   | Takumi Mori              |
| 74 kg       | Han Chee-ho        | Rusłan Żumabekow    | Takamitsu Katayama       |
| 82 kg       | Däulet Turłychanow | Raatbek Sanatbajew  | Kim Yeon-soo             |
| 90 kg       | Eom Jin-han        | Hasan Babak         | Yasutoshi Moriyama       |
| 100 kg      | Song Seong-il      | Witalij Lejkin      | Takashi Nonomura         |
| 130 kg      | Yang Young-jin     | Ken’ichi Suzuki     | Hu Riga                  |